# Королевский университет изобразительных искусств
Королевский университет изобразительных искусств (кхмер. សាកលវិទ្យាល័យភូមិន្ទវិចិត្រសិល្បៈ) — государственный университет в Пномпене, Камбоджа.

## История
Предшественницей современного университета была Камбоджийская школа изобразительных искусств (фр. l'École des arts cambodgiens), основанная в 1917 году по инициативе французского историка, художника и мецената Жоржа Гролье (фр. George Groslier). В 1965 году Школа изобразительных искусств и Национальная театральная школа (фр. l'École nationale de théâtre) были объединены в Королевский университет изобразительных искусств. В годы правления Красных Кхмеров с 1975 по 1979 год университет, как и прочие вузы страны, был закрыт. 
Вновь открыт в 1980 году властями Народной Республики Кампучия как Школа изобразительных искусств. В том же году открыт второй кампус в северной части города. С 1989 года школа имеет статус университета, а после восстановления монархии в 1993 году получила нынешнее название.

## Факультеты
- Факультет археологии
- Факультет архитектуры
- Факультет градостроительства
- Факультет изобразительного искусства
- Факультет хореографических и музыкальных искусств